# Wojna polsko-niemiecka (1007–1013)
Wojna polsko-niemiecka w latach 1007–1013 – konflikt zbrojny toczony w latach 1007–1013 pomiędzy Polską a Niemcami. Konflikt ten był kontynuacją przegranej dla Polski wojny polsko-niemieckiej w latach 1002–1005.

## Historia
Wojnę rozpoczęła strona niemiecka, jednak Bolesław I Chrobry szybko przejął inicjatywę i najechał terytoria na Łużycach, odzyskując wiele z grodów utraconych kilka lat temu (choć bez Miśni). Kontrofensywa Henryka ruszyła dopiero w 1010, nie przyniosła jednak żadnych skutków. Krótkotrwały pokój został zawarty na Zielone Świątki roku 1013 w Merseburgu. Bolesław otrzymał jako lenno ziemię milecką (z Budziszynem) i Łużyce. Kolejne działania zbrojne rozpoczęły się w latach 1015–1018 po tym, jak Bolesław odmówił wypełnienia swoich zobowiązań lennych.
Ważniejsze bitwy:
- oblężenie Lubusza